# Usine sidérurgique de Knutange
Usine de La Paix
SMK
L'usine sidérurgique de Knutange est un ancien complexe sidérurgique dans la vallée de la Fensch, en Moselle, situé sur le ban des communes de Algrange, Nilvange, Knutange et Fontoy. Construite avec des capitaux allemands et belges dans les années 1897-1898, l'usine passe sous contrôle allemand en 1917 avant d'être confisquée par les Français en 1918. Elle est alors rachetée par un groupement de sidérurgistes français menés par les Schneider, et devient l'usine de la SMK.
Alimentée par de puissantes mines, l'usine a été conçue pour tirer tout le parti de la minette lorraine grâce au procédé Thomas. Mais, spécialisée dans les produits longs, peu présente sur les aciers de qualité et située dans un espace étriqué, elle est, en 1970, la première des grandes usines sidérurgiques lorraines à être sacrifiée, au profit de l'usine sidérurgique de Gandrange-Rombas.
L'usine ferme en 1975. Quelques années après, elle a totalement disparu. Mais le démantèlement des infrastructures n'a été que superficiel. La reconversion de la zone pose donc problème au vu des vestiges enfouis et des interrogations sur la pollution des sols.

## Fondation (1897 - 1919)

### L'usine de Knutange
|      | Algrange | Nilvange | Knutange | Fontoy |
| ---- | -------- | -------- | -------- | ------ |
| 1880 | 404      | 620      | 1 006    | 1 057  |
| 1890 | 1 943    | 736      | 1 200    | 1 082  |
| 1900 | 5 230    | 3 267    | 3 445    | 1 949  |
| 1910 | 9 475    | 5 795    | 5 612    | 3 399  |

Le projet d'une grande usine sidérurgique nait en 1872, durant l'occupation de l'Alsace-Moselle, quand l'homme d'affaire luxembourgeois Bernard Servais (1813-1888) acquiert la concession de « La Paix » de 165 ha, sur le ban des communes de Nilvange, Algrange et Knutange. L'usine de La Paix, associée à cette mine, est située dans la partie amont de la vallée industrielle de la Fensch, sur le ban communal de Nilvange. Elle bénéficie d'un espace libre à la confluence du ruisseau d'Algrange avec la Fensch, du fond de la vallée jusqu'au bas des versants de ces 2 cours d'eau. L'emplacement choisi est étriqué, mais il est desservi par la ligne Hayange-Algrange depuis le 1er juin 1882, prolongée jusqu'à la mine de Rochonvillers 10 ans plus tard.
L'acte de naissance de l'usine sidérurgique date du 14 novembre 1895, avec la fondation de la Société Anonyme des Hauts Fourneaux de la Paix à Bruxelles. Cette création fait partie d'une vague d'industrialisation consécutive à la découverte du procédé Thomas, particulièrement bien adapté à la valorisation de la minette lorraine. L'objectif est alors de mettre en service le premier haut fourneau au début de 1898.
Le 1er décembre 1897, la société fusionne avec l’Union des Usines et Mines Belgo Lorrain, une société belge de taille identique et fondée également en 1895, afin de créer la Société Anonyme des Hauts Fourneaux Lorrains Aumetz-La Paix. Deux mois après, une augmentation de capital consolide cette fusion et la société devient les Hauts Fourneaux Lorrains Aumetz-La Paix. La société possède alors les concessions minières d'Aumetz (400 ha) avec un puits d'extraction à grande section en cours de fonçage, la concession minière de La Paix (104 ha) sur le ban de Nilvange, l'usine de La Paix en construction avec 2 hauts fourneaux en cours d'érection et 2 autres prévus. Peu après, l'acquisition des houillères allemandes General von Weimar à Bochum et du Charbonnage Victor-Ickern, sécurise l’approvisionnement en charbon à coke.

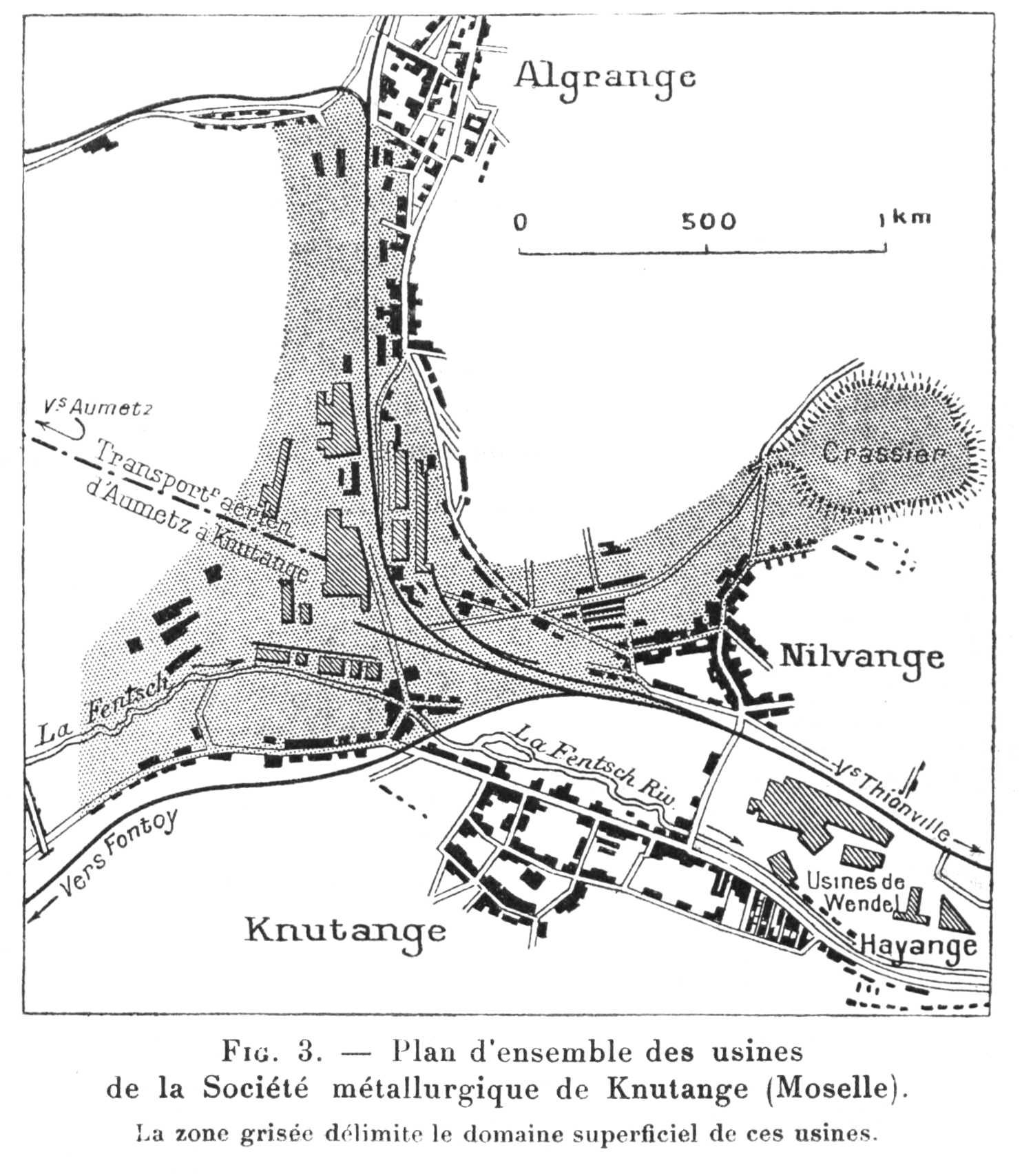
Emprise au sol de l'usine
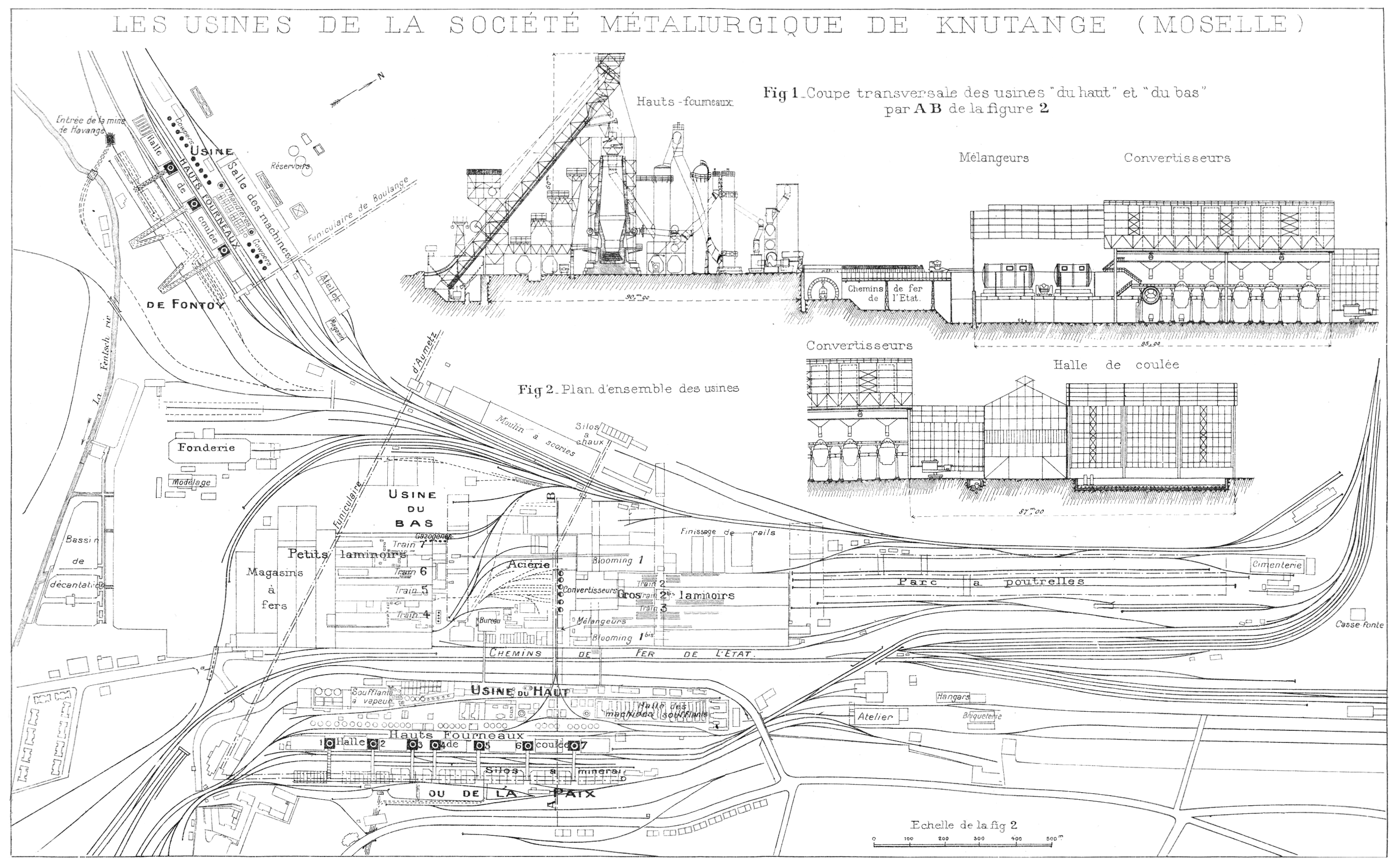
Plan de l'usine.

Le 15 avril 1898, le haut fourneau 1 est mis à feu. La construction, émaillée d'un accident (effondrement d'un réfrigérant), se poursuit et le HF2 est mis à feu le 12 septembre 1898, le HF3 le 4 janvier 1900. Ces 3 hauts fourneaux, d'une capacité unitaire de 450 t/j, sont alimentés par 6 soufflantes. Celels-ci sont mues à la vapeur puis, à partir de 1900, fonctionnent au gaz de haut fourneau, ce qui est alors une innovation risquée car, jusqu'ici, seules soufflantes à vapeur pouvaient rester fiables quelle que soit la qualité de l'épuration du gaz de haut fourneau. L’installation de chargement automatique par bennes à fond ouvrant, estimé à l'époque comme supérieur au chargement par skip, illustre également la modernité de l'usine,.
En 1900, la première aciérie Thomas est mise en service. Elle dispose de 2 mélangeurs à fonte de type cornue d'une capacité de 175 t chacun, et de 4 convertisseurs d'une capacité maximale de 20 t,. En 1901, l'usine de La Paix est alimentée par la mine de La Paix, qui livre chaque jour 100 wagons de minerai. Trois hauts fourneaux alimentent l'aciérie. Mais l'entreprise, durement affectée par une recession générale, doit avoir recours à des emprunts et une augmentation de capital pour subsister.
En 1905, les laminoirs, tous à la vapeur, consistent en :
- le blooming de 1 150 mm, d'une largeur de 2 900 mm et mû pas 2 machines doubles en tandem de 5 000 ch chacune ;
- le duo réversible lourd à 4 cages de 920 mm, d'une largeur de 2 400 mm et mû par une machine double en tandem de 10 000 ch ;
- un finisseur, utilisé comme duo réversible ou trio, à 2 cages de 750 mm, d'une largeur de 2 000 mm ;
- un finisseur trio à 3 cages de 750 mm, d'une largeur de 2 000 mm et partageant sa machine triple avec l'autre finisseur[10].

En avril 1911, 80 % du capital de la Mine de Murville est aux mains du Lothringer Hüttenverein Aumetz-Friede. En 1909, un cinquième convertisseur est ajouté et, en 1910, une autre extension de l'aciérie ajoute un mélangeur supplémentaire, de type circulaire et de capacité 800 t.
En 1913, la production s'éleve à 700 000 t de fonte, transformée en 600 000 t d'acier brut. Mais ce n'est qu'en 1914, qu'un blooming moderne est installé. Il alimente alors 2 trains de laminoirs. Cette année-là, la batterie de hauts fourneaux atteint sa configuration définitive, avec la mise à feu du 7e et dernier haut fourneau.
En 1915-1916, un chantier d'un an modernise l’aciérie. La première étape est la construction d'un 6e convertisseur, afin de pouvoir en libérer un autre pour sa modernisation. Le chantier traite ainsi progressivement les convertisseurs 5, puis 4 , etc. sans perturber la production. Le convertisseur 1, moderne et capable d'enformer de fortes charges, est conservé. Finalement, l'agrandissement des convertisseurs augmente la capacité de l'aciérie de 25 %. Après la rénovation, les deux mélangeurs en cornue de 175 t sont remplacés par un unique mélangeur circulaire de 1 400 t : celui-ci est alors le plus gros d'Europe. Un deuxième mélangeur, de 800 t, complète le dispositif. L'aciérie ne fournit qu'un seul type de lingot, de 5 tonnes. Elle opère 2 convertisseurs Thomas de 30 t (Demag) et 4 de 25 t (Jünkerath (de)).
Pendant la Première Guerre mondiale, malgré les pénuries, les outils de l'usine fonctionnent presque tous, parfois avec des prisonniers de guerre, quoique souvent au ralenti. Le 30 octobre 1917, les capitaux belges passent aux mains des allemands, qui procèdent à la fusion des deux usines de Fontoy et Knutange. L'entreprise devient l’Union Lorraine des Usines et des Mines A.G.,.

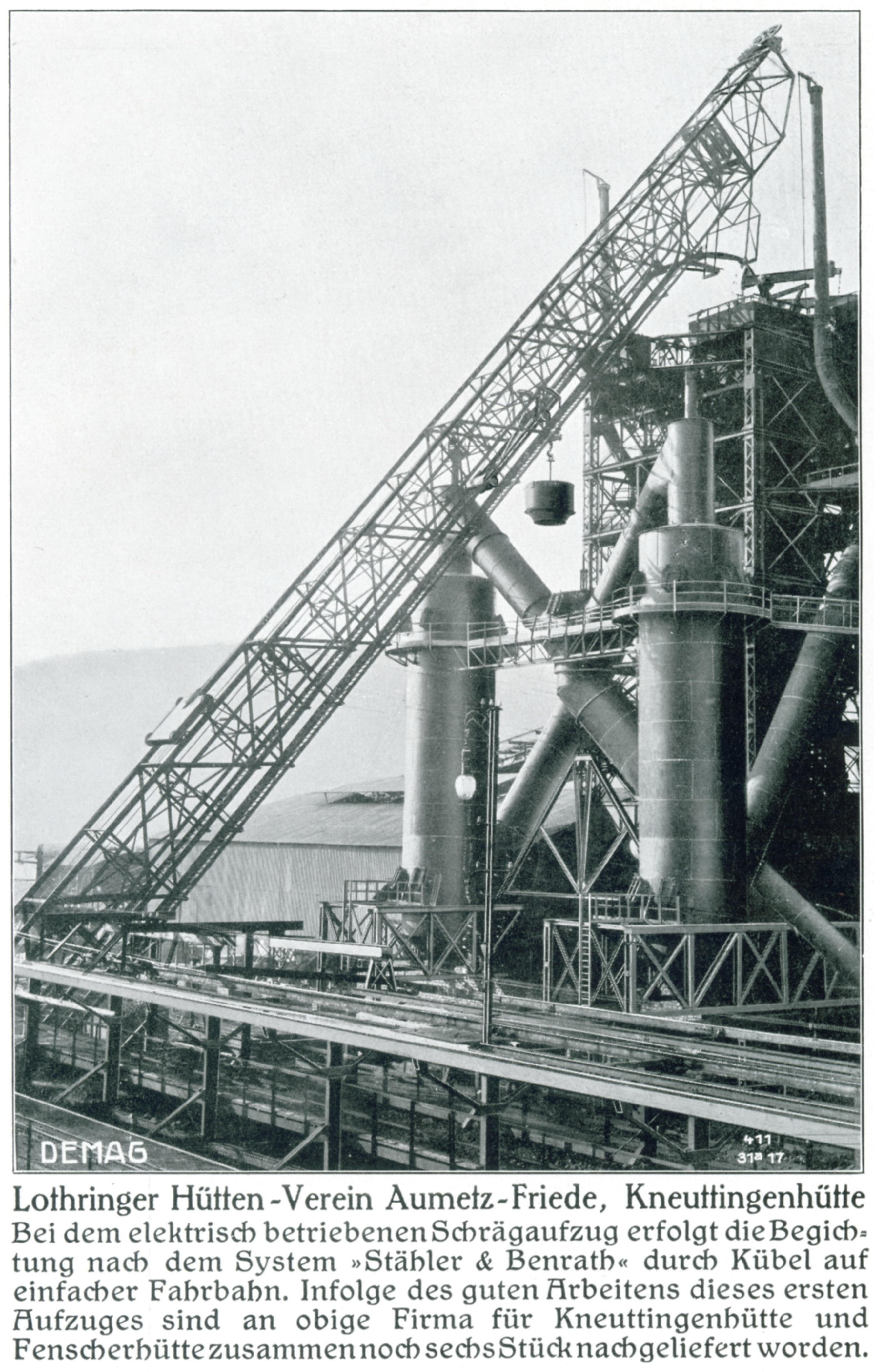
Haut fourneau 1 de l'Usine de la Paix (AF I ou K3) en 1906.
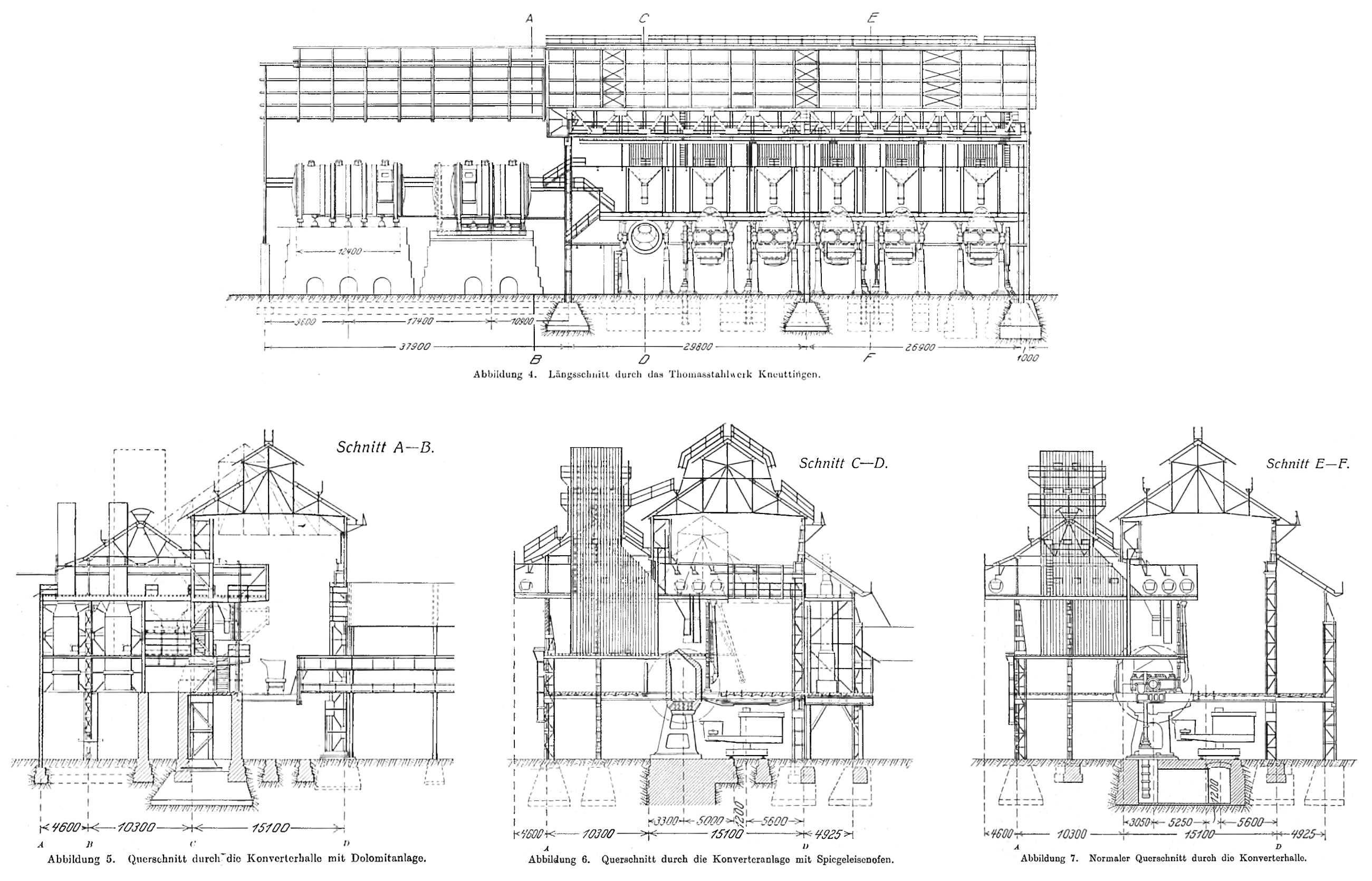
La nouvelle aciérie Thomas, en 1916.
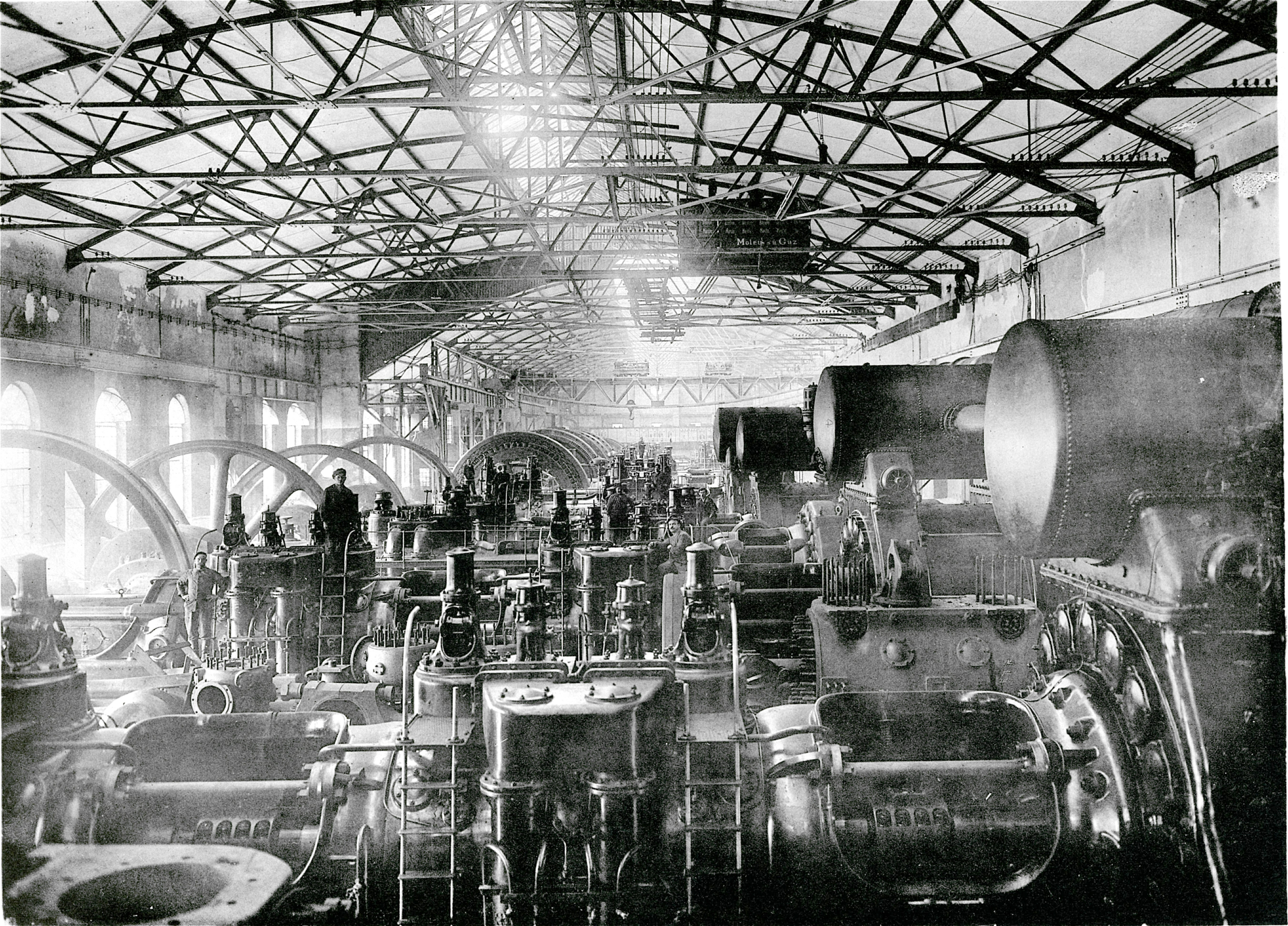
La grande centrale à gaz de la SMK en 1922, avec ses soufflantes à gaz et moteurs électrogènes à gaz de haut fourneau.
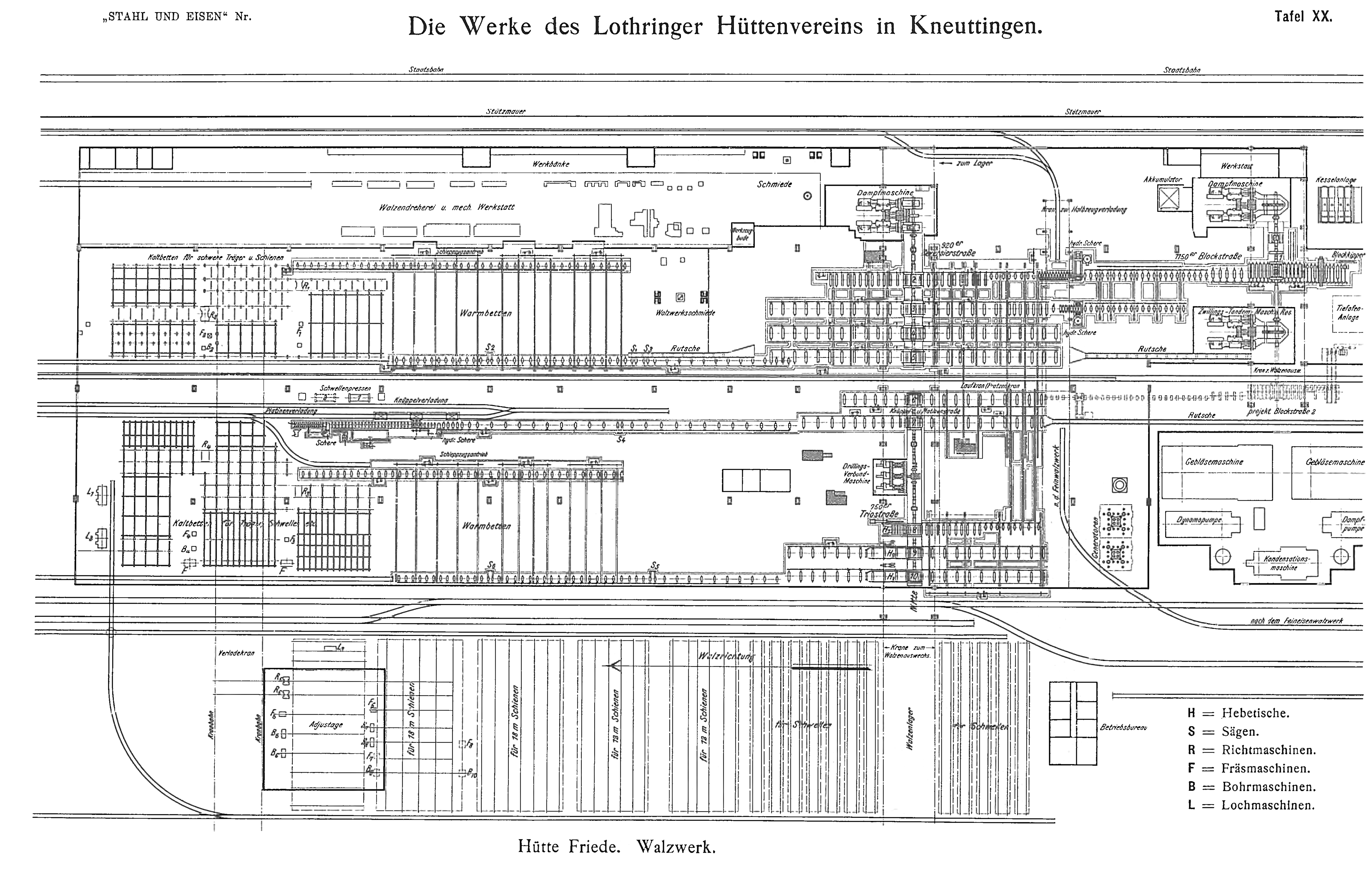
Les laminoirs en 1905. Les lingots arrivent en haut à droite.

### L'usine de Fontoy
L'usine de Fontoy tire ses racines de la forge et du fourneau Gustal. Dès 1206, il est fait mention de la création d'un moulin de Gustal, dont on retrouve la trace en 1624, lorsqu'il est vendu à Nicolas Meusnier, seigneur de Roussy, qui édifie sur l’emplacement un fourneau. A ce moment, l'endroit est déjà un atelier métallurgique puisqu'un recensement fait mention, en 1615, de l'existence de 8 forges établies sur le cours de la Fensch. L'usine change plusieurs fois de propriétaire, et jusqu'au milieu du XIXe siècle, les ateliers métallurgiques de Gustal sont régulièrement mentionnés. Quant aux forges dites « de Fontoy », elles sont fondées en 1583 par Mme la baronne de Briey-Landres, dame de Fontoy.
L'usine de Fontoy nait le 25 mars 1898, avec la création de la Société anonyme des Hauts Fourneaux de Fontoy, essentiellement financée par des capitaux belges. Le minerai est amené depuis la mine de Havange par un chemin de fer à voie étroite. Le 1er juin 1899, les travaux de construction commencent. Les deux premiers hauts fourneaux sont mis à feux en février et juillet 1902, le troisième en septembre 1907.

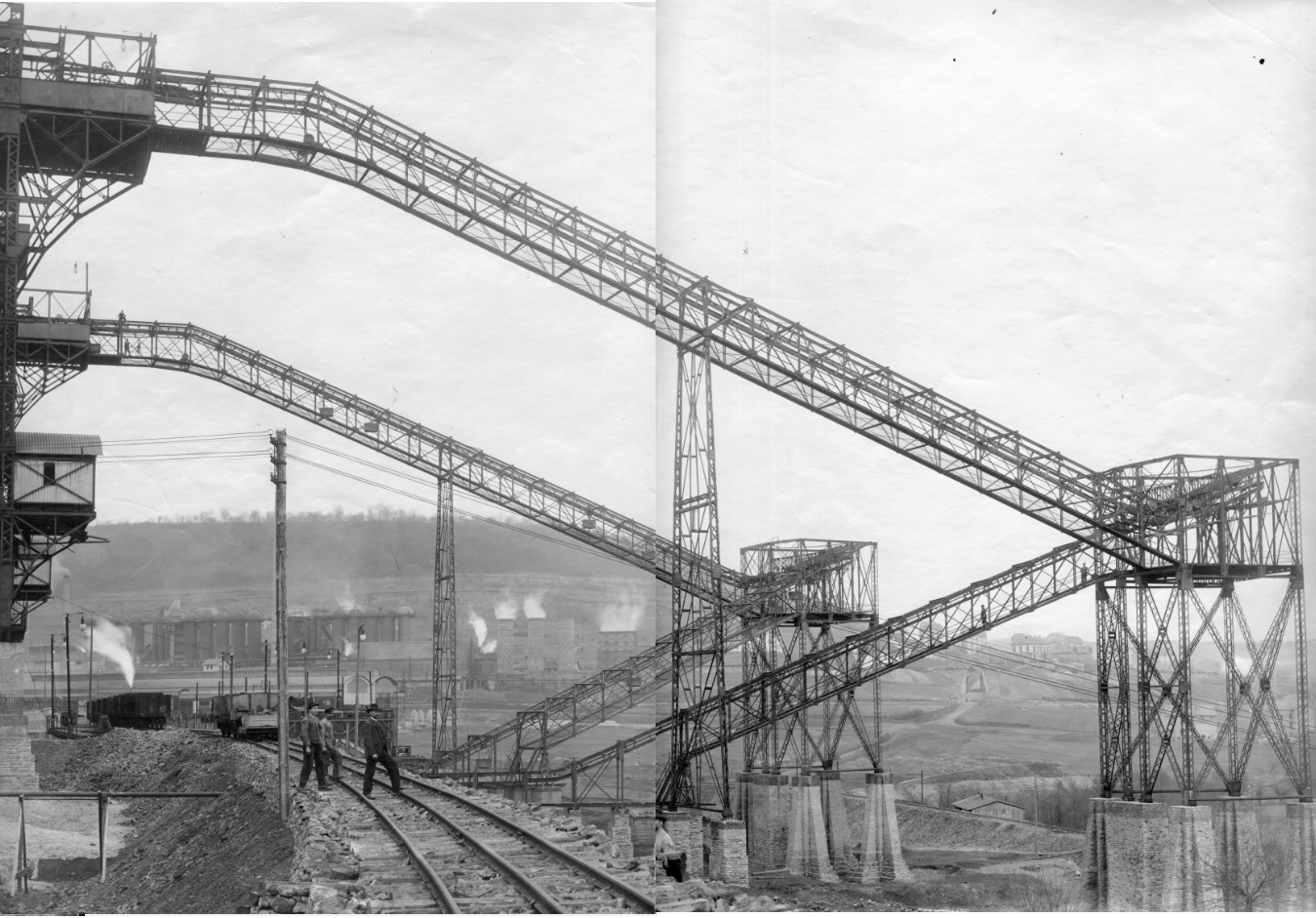
Hauts fourneaux de Fontoy 1902. À en arrière plan, l'usine du haut a trois hauts fourneaux à feu.
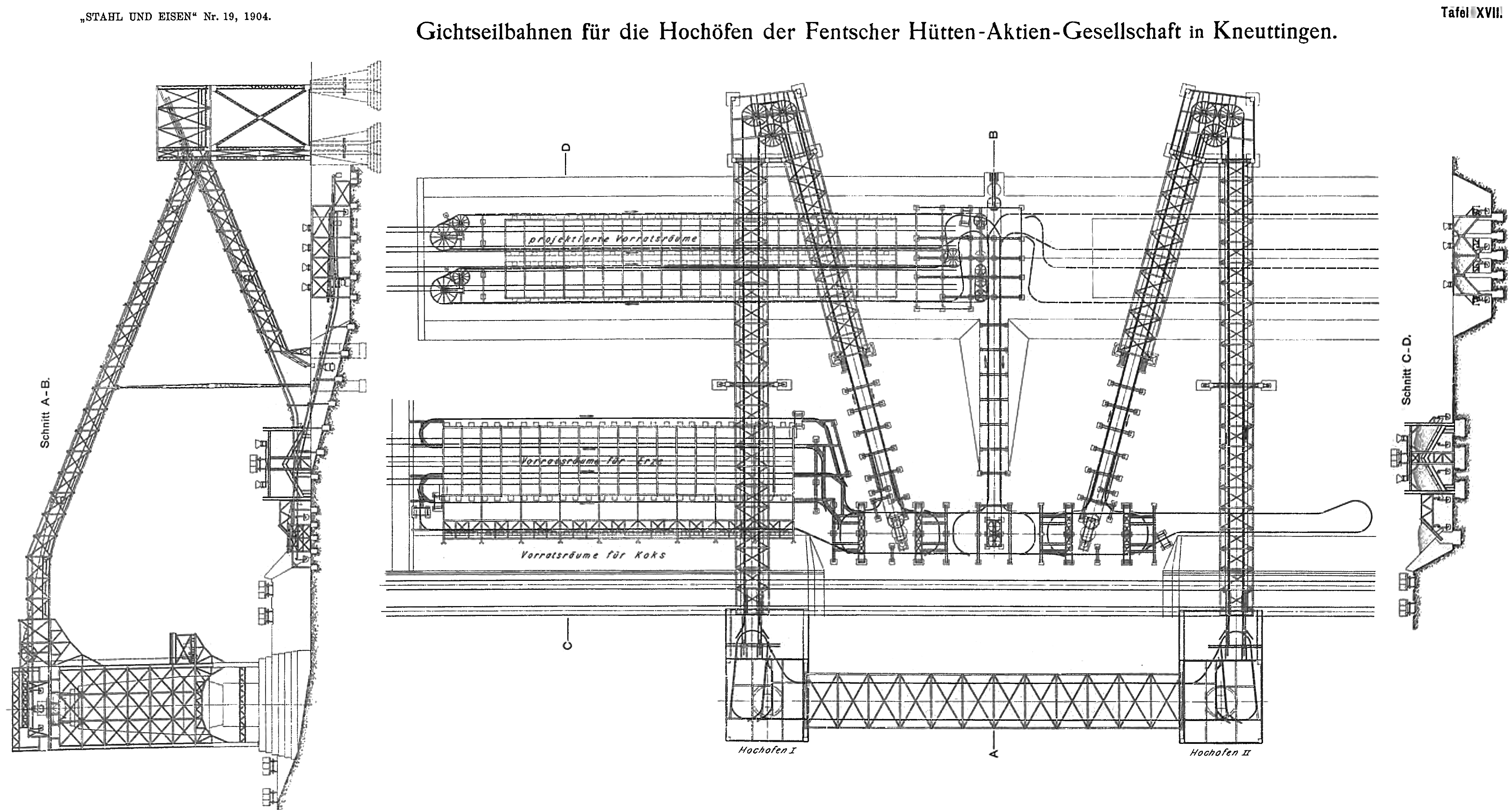
Vue en plan des hauts fourneaux 1 et 2. Les monorails ont une configuration unique.
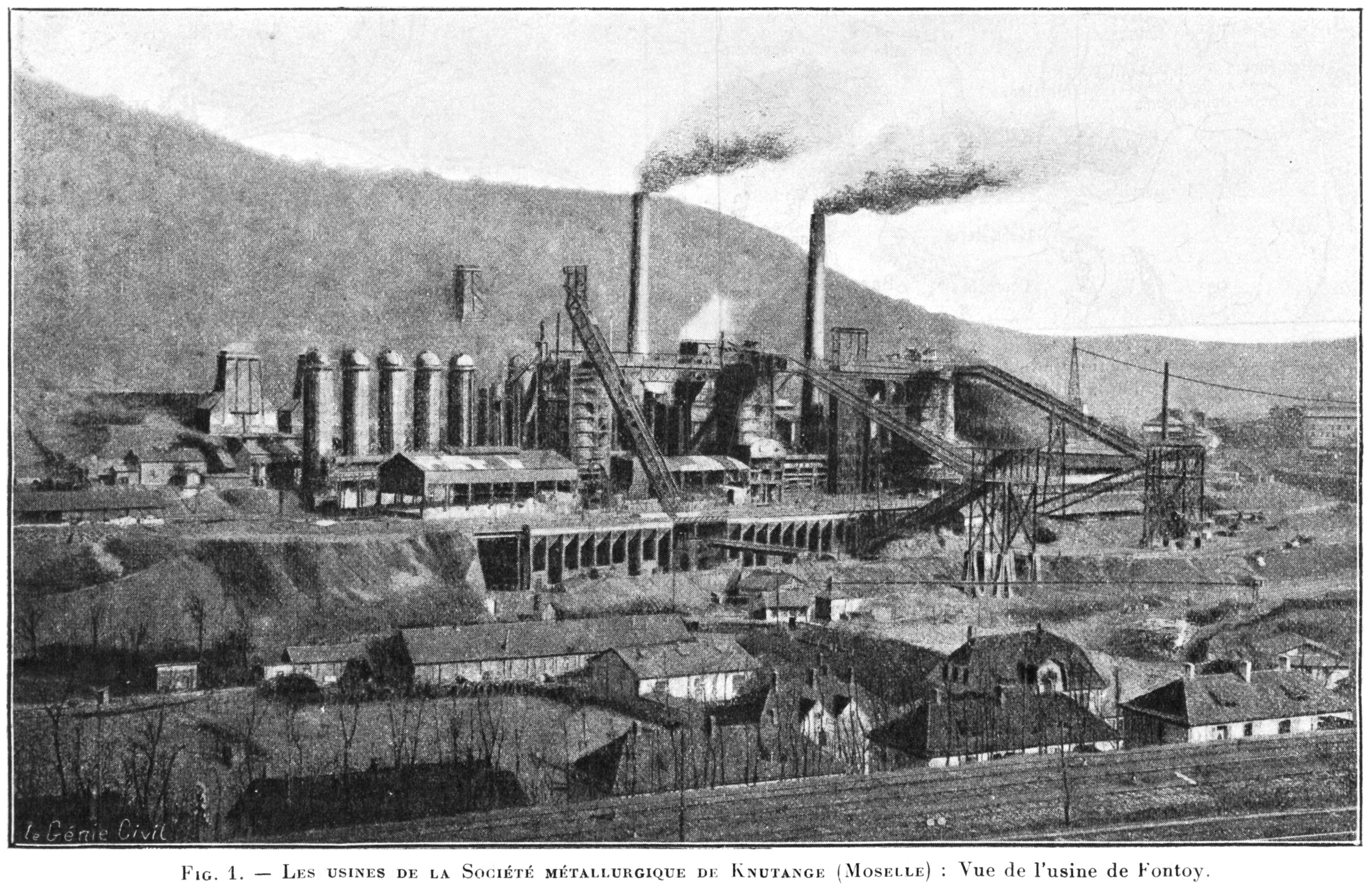
Vue d'ensemble de l'Usine de Fontoy.

En 1904, la majorité de l'usine de Fontoy est rachetée par l'usine de La Paix. Mais, en 1906, l'état allemand refuse la fusion. Ce n'est qu'en 1917, lorsque le capital de l'usine de Knutange passe sous contrôle allemand, que la fusion est réalisée.
La physionomie de l'usine, cantonnée à la production de fonte et dotée d'une installation de granulation du laitier en sable, va désormais se figer. Elle restera jusqu'à la fin une batterie de hauts fourneaux destinée à l'alimentation de l'usine de Knutange. À leur début, les 2 hauts fourneaux peuvent produire 400 t/j (ils produisent alors 150 kt/an, soit autant que les 3 hauts fourneaux de Knutange) et, en 1917, la capacité cumulée des 3 atteint 700 t/j.

## La SMK (1919 - 1962)

### Création
|             | Fontoy      | Knutange | t. de laminés |
| t. de fonte | t. de fonte |          | t. de laminés |
| ----------- | ----------- | -------- | ------------- |
| 1903        |             | 135 271  |               |
| 1905        | 147 598     |          |               |
| 1908        | 383 398     | 383 398  |               |
| 1913        | 700 000,    | 700 000, | 603 000       |
| 1923        | 200 000     | 200 000  |               |
| 1924        | 450 000     | 450 000  |               |
| 1928        | 644 000     | 644 000  |               |
| 1929        | 713 000,    | 713 000, |               |
| 1938        | 311 000     | 311 000  | 273 000       |
| 1946        | 173 000     | 173 000  | 157 000       |
| 1948        | 370 000     | 370 000  | 336 000       |
| 1949        | 604 000     | 604 000  | 554 000       |
| 1950        | 616 000     | 616 000  | 566 000       |
| 1952        | 621 883     | 621 883  |               |
| 1955        | 663 000     | 663 000  |               |
| 1956        | 656 000     | 656 000  |               |
| 1961        |             |          | 765 000       |

En 1918, l'usine est mise sous séquestre par les autorités françaises et l'ensemble est temporairement renommé Société anonyme des Forges et Mines à Nilvange, avec son siège à Nilvange. En 1919, l'actif industriel est vendu pour 107,4 millions de francs à un groupement de sidérurgistes français menés par les Schneider, la Participation minière et métallurgique d’Alsace-Lorraine. Les anciens actionnaires belges sont exclus, mais reçoivent une indemnité de 59 millions de francs. Enfin, le 12 novembre 1919, la Société Métallurgique de Knutange ou SMK est fondée : elle intègre les avoirs de l'usine de La Paix, complétés par ceux de la Phoenix (de)-Gutehoffnungshütte. L'ensemble intègre :
- l'usine de Fontoy : 3 hauts fourneaux, un moulin à scories Thomas, une centrale électrique ;
- l'usine de La Paix à Knutange : 7 hauts fourneaux, une aciérie avec 6 convertisseurs de 20–30 t, des laminoirs, des fonderies, des laminoirs, des soufflantes à gaz et à vapeur ;
- les mines de fer : Aumetz (400 ha, 885 000 t avant guerre, connectée à l'usine par un téléphérique de 10,8 km[note 10]), La Paix (226 ha, 155 000 t avant guerre, connectées à l'usine par un téléphérique), Reichland (581 ha à Boulange, 700 000 t avant guerre, connectée à l'usine par un téléphérique de 8 km), Havange (298 ha, 650 000 t avant guerre, connectée à la mine de La Paix par une galerie de 2 km avec un train électrique), Hercules (200 ha, encore inexploitée, sera fusionnée dans la mine de Bassompierre[SF 1] pour fournir du minerai siliceux[27])[28],[14] et Ida-Amélie (400 ha, exploitée en amodiation[SF 1]),[note 11]. L'usine a, de plus, une participation d'un tiers dans les mines de Murville, Bertrameix et Malavillers (1 425 ha au total, mais seule la mine de Murville était exploitée avant guerre)[14] ;
- les fours à chaux de Dompcevrin et les carrières de dolomie à Apach[6].

### Maturité
Dans les années 1920, on peut recenser à l'usine, outre les 2 mélangeurs et les 6 convertisseurs Thomas, une fonderie avec 2 cubilots et des laminoirs alimentés par 2 bloomings. Le blooming principal et le plus moderne est le train I. C'est le seul laminoir actionné électriquement : le blooming I bis, qui sert de réserve, fonctionne, comme les autres trains aval, avec des machines à vapeur. Le train II lamine les rails et les profilés, le II bis produit des billettes et des traverses, le III est un train à 4 cages laminant des profilés. Quant aux autres laminoirs, numérotés de 4 à 7, ce sont des trains à petits fers mus à la vapeur ou à l'électricité. L'usine, occupe 4 000 ouvriers et les mines 1 000. Mais l'effectif maximal pourrait atteindre 4 000 ouvriers et 2 400 mineurs : la production minière de 1920 ne vaut que 1/3 de cette de 1913.
C'est en 1929 que le record de production de fonte est atteint, avec 713 kt. La physionomie de l'usine est alors bien figée, avec 3 entités :
- l'Usine du Haut, c'est-à-dire les 7 hauts fourneaux de Knutange ;
- l'Usine du Bas, de l'autre coté de la ligne de chemin de fer Hayange-Algrange, comprenant l'aciérie et les laminoirs ;
- l'Usine de Fontoy, avec ses 3 hauts fourneaux.

Sous l'Occupation, l'entreprise est attribuée à Klöckner, et prend le nom de Eisen- und Stahlwerke, Kneuttingen. Elle reprend son ancienne raison sociale à la Libération. En 1942, le Fy2, situé au milieu des deux autres, est arrêté. La modernisation des deux hauts fourneaux restants compense largement cette fermeture : en 1954, le Fy3 a une capacité de 250 t/j, et passe à 350 t/j en 1956 ; en 1955, le Fy1 d'une capacité de 400-450 t/j, est un haut fourneau très moderne (entièrement blindé, avec un creuset en carbone pour un fonctionnement en aggloméré). À sa fermeture, en 1971, il produit 500 t/j .
L'entreprise est alimentée par des mines très productives. Outre les mines d'Aumetz (400 ha) et de La Paix (226 ha), elle crée la mine de Bassompierre par la fusion des mines Reichsland (581 ha), Empel (209 ha), de Havange (297 ha) et Hercules (200 ha). En dehors de ces mines, la SMK possède les concessions de Ancy (199 ha), Mardigny (170 ha) et Arnold (55 ha), sans oublier la mine Ida-Amélie (400 ha) exploitée en amodiation. En 1950, la SMK extrait 1,7 Mt de minette lorraine. Ce chiffre fait d'elle la deuxième compagnie minière de France, derrière la famille de Wendel (1,88 Mt), et correspond à 5 % des 30 Mt extraits en métropole.
En août 1951, une chaîne d'agglomération fournie par Lurgi (de), de 60 m2 et d'une capacité de 1 500 t/j, est mise en service. Sa construction a commencé sous l'Occupation : c'est la première chaîne d'agglomération de minerai française. En 1953, les cowpers du HF2 sont reconstruits (type Brohltal) et en 1962 ceux du HF1 sont refaits par Didier. C'est aussi dans cette période qu'est prise la décision de raser les K3 et K4, afin de construire un unique haut fourneau K3 sur l'emplacement des 2 anciens. Ce nouveau K3 de 1958 produit, à lui tout seul, trois fois plus de fonte (980 t/j) que ses deux prédécesseurs réunis.
En 1952, la société se dote d'un train continu à fil de 150 000 t/an de capacité, faisant des bottes de 200 à 250 kg. Le train est completé par un atelier TENTOR ( tension-torsadage) produisant des ronds à béton servant au coffrage. Jusqu'n 1956, la S.M.K. produit 53 % des ronds à béton utilisés en France.

### 1961: l'apogée
L'année 1961 est la plus faste de l'histoire de l'usine. La SMK réalise environ 7,5 % de la production française d'acier Thomas et emploie alors un effectif de 7 117 personnes, dont 5 680 dans les usines. Le blooming est l'outil central de l'usine : capable de produire 100 t/h, il dessert directement trois trains, ainsi que le petit train de 360 et le train 2 bis destiné à la production de traverses de chemin de fer. L'usine, qui a compté jusqu'à dix lignes de laminoirs, est spécialisé dans les produits longs : son carnet de produits couvre tous les profilés marchands, depuis le fil machine de 5 mm jusqu'aux poutrelles de 550 mm. 
L'usine est desservie par deux gares : celle de Knutange-Nilvange, située à quelques centaines de mètres de l'entrée de l'usine, pour le transport des marchandises et des voyageurs et la gare d'Algrange, principalement utilisée pour les marchandises. Chaque gare gère aussi les embranchements vers le réseau intérieur, qui comprend, au début des années 1960, plus de 80 km de voie normale sur lesquels roulent 35 locomotives et 400 wagons particuliers. La gare d'Algrange est alors la plus importante gare de fret de toute la région Est.

## Restructurations (1963 - 1975)

### Fusion pour former la SMS…

L'ancien réseau de gazoducs de gaz de haut fourneau, connectant les usines sidérurgiques lorraines à la centrale de Richemont. L'usine de Knutange, à l'extrémité du tronçon de la Fensch, est la dernière usine connectée, en 1966.

En 1963, la SMK qui produit 1 000 000 t/an est considérée comme une « petite société lorraine » menée par Schneider et Cie. À l'instar de ses concurrentes, elle est poussée à s'associer pour rationaliser sa production et investir. Elle fusionne ainsi avec l'UCPMI d'Hagondange, une usine sidérurgique de taille comparable, également centrée sur les produits longs.
Le nouvel ensemble, constitué en juillet 1963, s'appelle Société Mosellane de Sidérurgie (SMS, ou SoMoSid). Il concentre les mines de fer, les deux usines intégrées d'Hagondange et de Knutange, la fonderie d'Ars-sur-Moselle et les fours à chaux de Dompcevrin. Avec une production de 4,8 Mt de minerai, 5,6 Mt de fonte et 1,6 Mt d'acier en 1962, c'est la 5e plus grande société sidérurgique française. La fusion constitue l'occasion pour la Haute Autorité d'exiger que Denain-Anzin, c'est-à-dire Usinor, ainsi que les de Wendel, alors actionnaires minoritaires de la SMK, disparaissent du conseil d'administration de l'ensemble final,. Mais les bénéfices de ces contraintes « laissent sceptique ». Surtout, la concentration qu'on veut éviter apparait déjà comme nécessaire. Finalement, « on ne fait que rattraper le temps perdu depuis 10 ans puisque la capacité de la nouvelle société reste inférieure à 2 millions de tonnes » : la dimension obtenue reste insuffisante pour élaborer un programme d’investissements à la hauteur des nécessités.
Pour autant, en 1964, une deuxième chaîne d'agglomération, construite par Huntington-Heberlein, de 160 m2 pour d'une capacité de 4 000 t/j, est mise en service afin de compléter la chaîne Lurgi. Les deux chaînes sont situées à l'usine du bas, en contrebas des HFx de Fontoy, juste à la sortie de la galerie de la mine de Havange. La chaîne Lurgi est modernisée en octobre 1966 (elle passe de 60 à 78 m2 pour atteindre une capacité de 2 500 t/j).

### …malgré des handicaps majeurs
L'usine de Knutange se distingue par l'environnement très étriqué dans lequel elle s'est développée. À sa fondation, le coût des terrassements s'est avéré exceptionnellement élevé. Cette originalité fait qu'elle citée dans les manuels de sidérurgie comme l’exemple d’une entité industrielle « à étages » où le minerai arrive par le haut et les demi-produits sortent par le bas. Des solutions ingénieuses permettent alors de tirer parti du faible espace disponible comme des dénivelés. Mais son positionnement géographique enclavé et l’absence de débouché ferré et fluvial vers la Moselle canalisée, située à 10 km compromettent son avenir.
La taille des hauts fourneaux de Knutange, caractérisée par le diamètre de leur creuset, a suivi les progrès de la technologie, passant d'environ 3,5 m à 5,0 - 6,5 m. Mais à la fin des années 1950, la course à la taille s'accélère : le P4 de l'usine sidérurgique de Hayange atteint 7,5 m en 1959 et les J1 et J2 Joeuf repoussent le record à 8,17 m en 1961 et 8,57 m en 1964. Il s'agit à chaque fois d'unités neuves ou totalement reconstruites, chacune produisant plus que l'ensemble des hauts fourneaux survivants de la SMK… tout en disposant d'un important potentiel d'évolution. De même, les convertisseurs, de 30–32 tonnes, sont plus petits que ceux de Hayange qui atteignent 55 tonnes
Surtout, l'usine est l'archétype du complexe sidérurgique lorrain : abondamment alimentée en minette lorraine et orientée vers la production de produits longs en acier Thomas, elle est l'antithèse des évolutions récentes du secteur. En effet, l'importance des produits longs (poutrelles, rails, fers marchands) décline structurellement et la qualité de l'acier Thomas est dépassée. Contrairement à son homologue d'Hagondange, à laquelle elle est associée dans la SMS, l'usine a manqué le virage du convertisseur Martin, et avec ça, toutes ses opportunités sur les produits les plus qualitatifs. Même si l'évolution du métier est encore débattue, il est évident que les minerais riches importés, le convertisseur à l'oxygène et les produits plats sont l'avenir du métier : l'année de la création de la SMS est aussi celle du démarrage de l'usine littorale de Dunkerque.
La crise de la sidérurgie dans le bassin lorrain commence dans les années 1960. Parmi ses consœurs lorraines, l'usine de Knutange est donc très mal placée. C'est l’une des premières sacrifiées, bien avant que le cataclysme lié au premier choc pétrolier sinistre l’ensemble du secteur.

### La fin (1968 - 1975)
Le 1er janvier 1968, la SMS fusionne avec l’Union Sidérurgique Lorraine, de Wendel et Cie et Sidélor, pour créer Wendel-Sidélor. Cette fusion coordonne les usines mosellanes de produits longs. L'ensemble produit 7 Mt/an d'acier, mais est excessivement fragmenté. Par exemple, les hauts fourneaux sont dispersés dans 7 usines distinctes et situées — à l'exception des ceux de Micheville — dans un rayon de moins de 10 km.
La rationalisation ne peut se fait qu'au détriment de l'usine. En effet, de Wendel et Cie et Sidélor s'étaient associées en 1964 dans Sacilor, afin de concentrer toute la production de produits longs dans un unique ensemble énorme et ultra-moderne : l'usine sidérurgique de Gandrange-Rombas. De son côté, comme plusieurs autres, l'usine de Knutange n'a pas été modernisée en profondeur. Pourtant, en 1969 et 1970, une embellie succède à la crise qui frappe le secteur depuis 1961. Louis Dherse, administrateur du nouvel ensemble, comprend le caractère conjoncturel de cette reprise, et maintient un plan de restructuration énergique. De 1968 jusqu'au milieu de 1971, sont fermés :
- 18 hauts fourneaux sur 49 : la division de Fontoy est fermée ;
- 2 aciéries Thomas sur 8 et 2 aciéries Martin sur 5 : Knutange est épargnée ;
- 21 laminoirs sur 64 : seul le train 7 est fermé[38].

Même en ajoutant à cette liste les mines de Boulange et d'Aumetz, formant l'exploitation de Bassompierre, qui ferment en 1969, l'usine de Knutange est donc relativement épargnée par cette première vague. Pour autant, la fermeture prochaine de l’aciérie et de tous les laminoirs à chaud est confirmée, dès que l'usine de Gandrange-Rombas aura été modernisée. 
En 1971, l'usine de Gandrange-Rombas achève la deuxième tranche de son programme d'investissement : une deuxième chaîne d'agglomération (la plus grande du monde), deux convertisseurs OLP et l'augmentation de capacité du blooming et du train à billettes portent la capacité de ce complexe à 4 Mt/an. En contre-partie, les aciéries Thomas d'Hayange et Knutange, des aciéries Martin d’Homécourt et d'Hagondange et sept trains à Hayange et Knutange doivent fermer :
« Par ces mesures, l’usine de Knutange est quasiment fermée. Il ne lui reste plus qu’un train continu à fil, un train à fer marchand et trois hauts fourneaux. Pour les travailleurs concernés (1 550), la Convention sociale, signée en 1967, s’appliquera […].

Début avril 1971, l’arrêt de la plupart des installations de l’usine de Knutange est annoncé au Comité d’établissement d’ici à la fin de l’année, comme cela était prévu et avait été confirmé en 1970. Mais les rumeurs nouvelles concernant un nouveau plan de compression d’effectifs provoquent la colère et l’inquiétude générale. Knutange est en grève le 8 avril.[…] Le 21 la grève est totale à Knutange. »
— Michel Freyssenet , La sidérurgie française 1945-1979
En effet, en avril 1967, une grève générale d'un mois avait été amorcée  à Knutange. Celle-ci s'inscrivait dans une logique anticapitaliste et organisait un font uni et solidaire des mineurs des mines de fer. Elle avait débouché sur quelques avancées sociales. En 1971, la fermeture de l'usine de Knutange, évidente au vu des investissements consentis ailleurs, inquiète car le monde ouvrier devine — avec raison — que d'autres fermetures sont également programmées. Mais la grève de 1971 reste isolée et échoue. C'est le fruit des divisions syndicales de l’après mai 1968, et l'action se limitera à négocier les conditions de départ. De plus, la situation économique se dégrade brutalement après le 15 août 1971 (annonce de l'inconvertibilité du dollar en or). Il faut encore rationaliser mais pour l'usine, le « plan Dherse », qui est annoncé en octobre 1971, se borne à confirmer les décisions antérieures : l'aciérie et les gros trains sont fermés en octobre-novembre 1971.

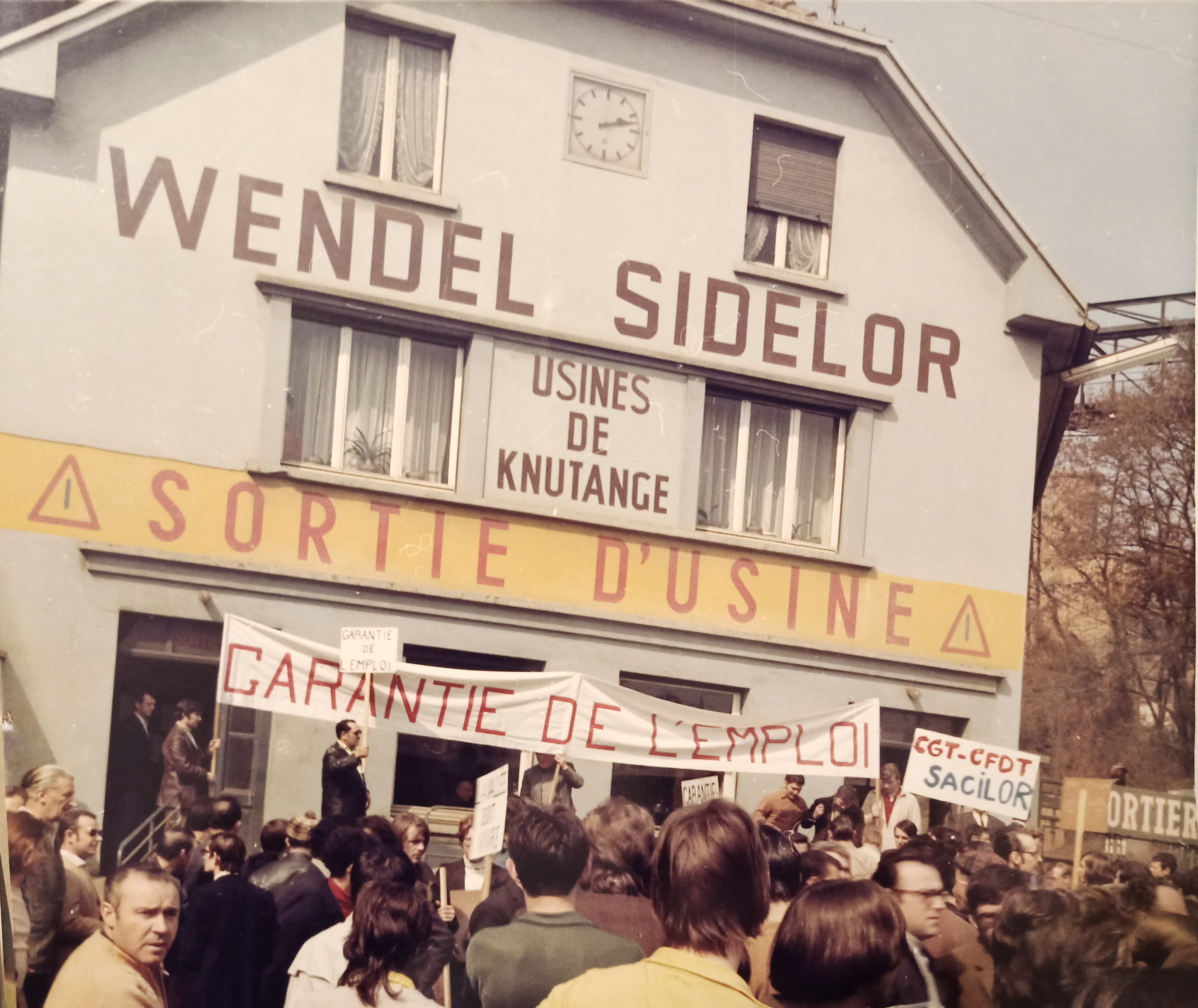
Manifestation au portier du bas en 1971.

Cependant, l'embellie économique de 1973-1974 permet la prolongation de 2 hauts fourneaux, maintenant ainsi temporairement 150 emplois. Mais la crise de 1974 est un cataclysme : la restructuration décidée est insuffisante. Ce qui reste de l'usine de Knutange doit fermer, emportée dans la grande vague de fermeture d'usines sidérurgiques qui balaie le secteur.
Le 26 avril 1975, l’arrêt du haut-fourneau K1 met un terme à la production de fonte à l’usine de la Paix. La fonderie, alimentée par 2 cubilots de 6 et 2 tonnes, et d'une capacité de 12 000 t/an de pièces en fonte moulée ou en bronze, ferme peu après, en 1976. Le train continu à fil suit le 1er janvier 1977.
Mais l'agglomération reste en service : avec celle de Suzange, elle assure désormais l'alimentation des hauts fourneaux de l'usine de Florange. La chaîne d'agglomération Lurgi fonctionne jusqu'en 1982,. Le site est totalement et définitivement fermé en 1984.

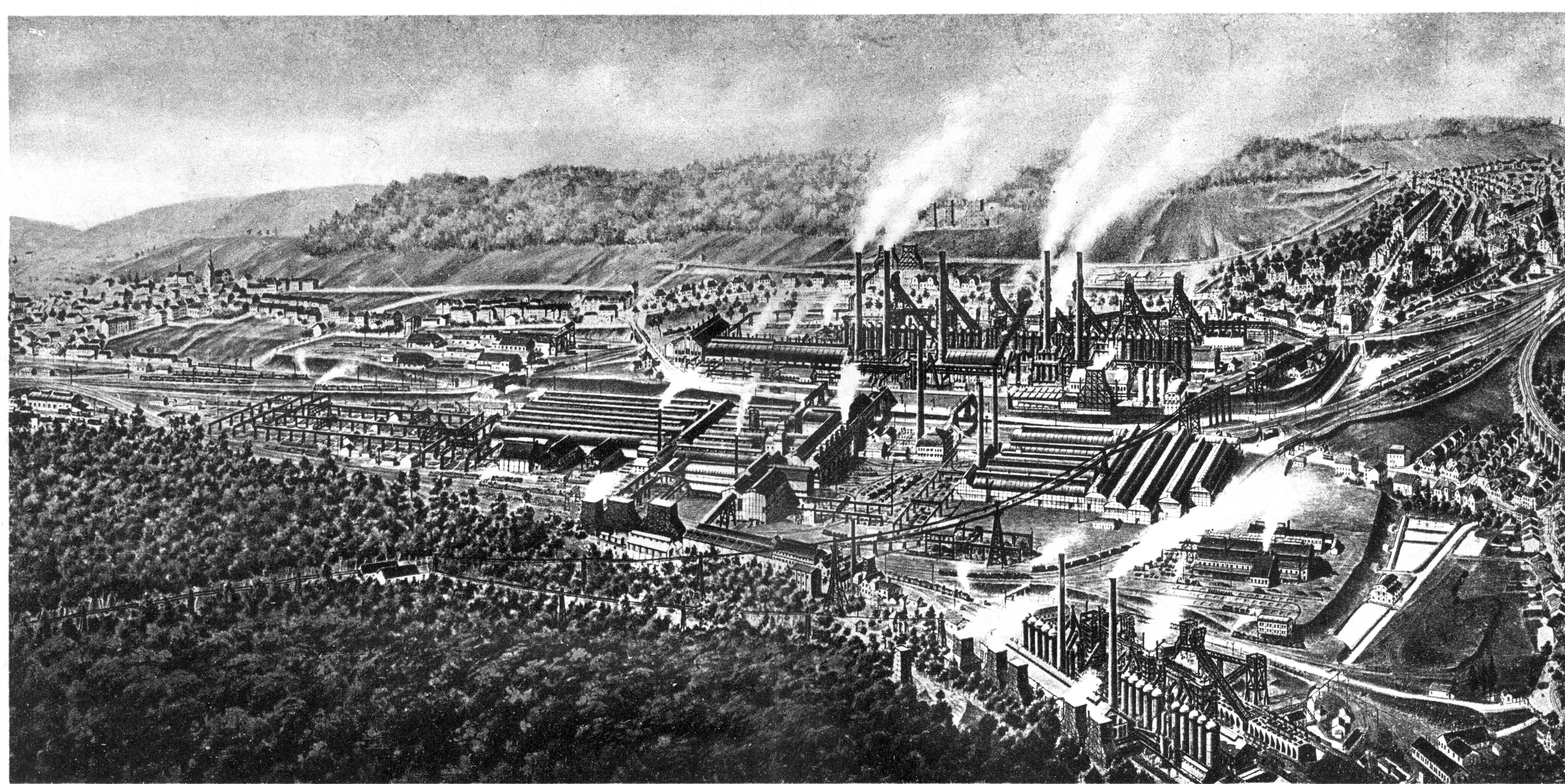
Panorama des 67 hectares de l'usine de Knutange en 1922

## Friches industrielles

### Un démantèlement rapide…
L'usine est arrêtée en avril 1971. À l'inverse du Fy2, arrêté en 1942, mais démoli qu'entre 1963 et 1967, la démolition des Fy1 et Fy3 commence immédiatement : dès mai, un HF est dynamité tandis que l'autre est oxycoupé sur la totalité de la hauteur. L'usine vient de fermer à un moment où une restructuration de la sidérurgie lorraine apparait nécessaire au maintien du secteur. Pour tous, une fois le traumatisme passé, la reconversion devient la priorité, et effacer du paysage des installations obsolètes est une étape incontournable à traiter au plus vite :
« Le démantèlement fut tout à la fois brutal et résigné. Pour les acteurs locaux autant que pour les populations, l’idée d’un redéveloppement économique prévalait sur toute autre considération. La résilience était alors exclusivement jugée sous l’angle économique qu’elle qu’en fut l’ampleur. »
— Éric Marochini, Regard géo-historique sur la difficile transformation des friches industrielles de la vallée de la Fensch…

### …mais bâclé
Si le consensus a permis une action rapide, la réalisation s'est avérée très discutable. Dans une grande partie des 100 hectares du site, les destructions n’ont été réalisées qu’en surface, laissant les superstructures souterraines des usines intactes, juste recouvertes de remblais hétérogènes.
50 ans après cet épisode, la pollution géotechnique reste présente est s'avère un facteur limitant lourdement la reconversion. La volonté d’aller vite et de passer à autre chose dans un contexte social très tendu, a occulté la préparation de l’avenir. Quelques décennies plus tard, les questions de développement durable sont plus prégnantes et la présence de ces vestiges inquiète, même si l'inventaire du BRGM fait en 1988 n'identifie aucune trace de pollution chimique dans ses sondages.
La première reconversion visible est la construction d'un Super U, inauguré en 1986, sur 10 ha du site des hauts fourneaux de l'Usine du Haut. Puis quelques commerces viennent graviter autour de ce magasin. Par contre, aucun autre projet significatif n'abouti et « cette zone de l’Usine du Haut ne connaît en réalité qu’un développement sous la forme d’une zone de commerces et d’artisanat de taille modeste ». Quant à l'ancienne Usine du Bas, la plus étendue avec 70 ha, elle ne connait quasiment aucune implantation nouvelle si ce n’est la construction d’une aire d’accueil des gens du voyage très vite transformée en lieu de sédentarisation, un incinérateur qui a suscité d'autres inquiétudes et qui fut assez vite détruit et, plus tard, une déchèterie communautaire.
À la fin des années 2010, l'avenir des terrains est débattu, en prenant en compte la nécessité d'une réelle dépollution des sols. Cette étape indispensable menée, les projets de développement résidentiel et économique deviennent possibles, en intégrant des aménagements universitaires et culturels.
Au contraire de l'usine, la grande mine Bassompierre d'Aumetz connait un destin plus enviable. Elle reste exploitée jusqu’en 1983, et son chevalement rénové est devenu un symbole de l'Écomusée des mines de fer de Lorraine qui assure la mémoire de l'extraction du minerai de fer lorrain.